# I'm So Into You
Singles de SWV
Right Here
(1992) Weak
(1993)
I'm So Into You est une chanson du groupe américain SWV, issue de leur premier album, It's About Time, et sortie en single en 1993 sous le label RCA Records.